# Yoshikazu Sugata
Yoshikazu Sugata –en japonés, 菅田 順和, Sugata Yoshikazu– (4 de diciembre de 1953) es un deportista japonés que compitió en ciclismo en la modalidad de pista, especialista en la prueba de velocidad individual.
Ganó dos medallas en el Campeonato Mundial de Ciclismo en Pista, plata en 1977 y bronce en 1976.

## Medallero internacional
| Campeonato Mundial | Campeonato Mundial          | Campeonato Mundial | Campeonato Mundial       |
| Año                | Lugar                       | Medalla            | Competición              |
| ------------------ | --------------------------- | ------------------ | ------------------------ |
| 1976               | Monteroni di Lecce (Italia) | Medalla de bronce  | Velocidad individual (P) |
| 1977               | San Cristóbal (Venezuela)   | Medalla de plata   | Velocidad individual (P) |